# Hortensio Félix Paravicino
Hortensio Félix Paravicino y Arteaga, O.SS.T. (Madrid, 12 de octubre de 1580-ibídem, 12 de diciembre de 1633) fue religioso calzado de la Orden de la Santísima Trinidad y poeta español. Se le considera dentro del grupo poético del Siglo de Oro por su estética culterana del Barroco.

## Biografía
Fue hijo de Mucio Paravicino y María de Arteaga. Su familia paterna era de origen italiano, de hecho estaba emparentada con el cardenal Octavio Paravicini.
Estudió gramática, retórica y letras en el colegio de los jesuitas de Ocaña. Realizó los estudios superiores en Alcalá de Henares y después se trasladó a Salamanca para estudiar Cánones. Una muestra de su ingenio y agudeza es que a los 17 años ya defendió las Conclusiones públicas.
El 18 de abril de 1600, cuando contaba con 19 años, pidió su ingreso en el convento de los trinitarios calzados de Salamanca, siendo recibido por el famoso catedrático fr. Juan de la Estrella. Pronto tuvo ocasión de demostrar sus cualidades de orador, ya que el rey Felipe III visitó Salamanca y el orador a quien se había designado para ofrecer el discurso de bienvenida cayó enfermo, decidiendo entonces encomendar el discurso al joven trinitario, fr. Hortensio, que con 21 años había obtenido ya la cátedra de retórica en la Universidad de Salamanca. Fue tal el entusiasmo que generó en todos que su fama aumentó, no solo en la ciudad, sino hasta en la misma corte, llamó especialmente la atención de Felipe, Príncipe de Asturias (que después sería Felipe IV).
Por ese tiempo fr. Juan Bautista de la Concepción había conseguido de Roma los permisos para la constitución de una Provincia Trinitaria de Descalzos, eran muchos los trinitarios que seguían su ejemplo de austeridad y vuelta a la Regla Primitiva de San Juan de Mata, entre ellos fr. Hortensio, que en 1605 conoció en Salamanca al santo reformador trinitario y pidió ingresar en el recién fundado convento descalzo de Salamanca, tomando el nombre de fr. Félix de San Juan, no duró mucho; sin embargo, así es como nos lo cuenta en sus escritos el mismo Juan Bautista de la Concepción:

En aquella sazón había, entre los padres del Paño (trinitarios calzados), un religioso de cosa de 25 años, llamado Félix Hortensio, maestro por aquella universidad. Pienso se graduó de cosa de 22 años. Pudiera contar su vida, porque en materia de letras y virtud, sanctas y buenas inclinaciones, pudiera scribir muchos pliegos de papel. Confieso que en mi vida traté ni vi ni conocí hombre con semejantes partes naturales y sobrenaturales, porque yo pienso tenía, para todo lo que hacía y decía, al cielo muy favorable y de su parte. Antes de que yo fuese a Salamanca, había oído decir algo de que tenía voluntad y deseo de nuestro hábito. Aunque yo no lo había visto en mi vida ni conocido, me parece dende que oí decir su nombre estaba perdido por él; y, siempre que me acordaba de aquella fundación de Salamanca, me prometía este sujeto para bien y ayuda de la Religión. En entrando en Salamanca, fue Dios servido de lo enpezar a labrar para esta obra y a disponerlo, de suerte que en orden a eso, aunque no pidiendo el hábito, nos visitó en el mesón donde estábamos. Después perficionó y acabó su sancta vocación la muerte del padre maestro Estrella, ministro y catedrático en la universidad y en su casa, de suerte que, dentro de 20 días como allí entramos, él pidió nuestro sancto hábito. Y yo se lo di con particular gozo y contento mío y estraño sentimiento de su convento y de toda la universidad. Las diligencias que hicieron para sacarlo no fueron por fuerza, por ser él hombre, pero fueron las más estrañas y esquisitas que yo en mi vida he visto. Porque de parte de sus frailes eran tantas las lágrimas que derramaban m, los requiebros que le decían, que confieso me hicieron llorar muchas veces y a mí me convirtieron, de suerte que no me diera pena que se fuera. Acudieron todos los catredáticos de la universidad y con razones y persuasiones le procuraron combatir, pero, como él tenía un ingenio tan lindo, jamás se daba por concluido. Pedíanle la restitución de su persona a la universidad y a su religión. Poníanle escrúpulo de peccado mortal en ello. Finalmente, de todo se defendió con ayuda de nuestro Señor. Conservóse un mes en nuestro hábito, dando prendas de un angélico sancto Thomás en letras y en virtud. Confieso que me parece no vi en mi vida semejante humildad y rendimiento como el hombre mostraba, rigor y aspereza en sus penitencias; y muestras que habíe dado de que a la Religión ayudaría como sancto y siervo de Dios.

Las causas por las que dejó la reforma trinitaria no se han llegado a conocer. El caso es que en 1606 fr. Hortensio es ya Definidor Provincial, y por tanto es trasladado a la Casa de la Trinidad de Madrid. Allí conoció a fr. Simón de Rojas, con quien le unió hasta su muerte una profunda y sencilla amistad personal. Su fama de orador y predicador iba en aumento, promocionada ahora por su cercanía a la corte. En 1609 El Greco pinta su retrato, expuesto en el Museo de Bellas Artes de Boston, y conocido como ejemplo de retrato psicológico, al que Luis Cernuda dedicó estos versos: «Tú no puedes hablarme, y yo apenas/ si puedo hablar. Mas tus ojos me miran/como si a ver un pensamiento me llamaran». Desde que llegó a Madrid les había unido una amistad muy cercana, y de los muchos sonetos que nuestro fr. Hortensio dedicó al pintor, el que escribió con motivo de su muerte es, tal vez, el más famoso: «Creta le dio la vida, y los pinceles / Toledo, mejor patria donde empieza / a lograr con la muerte eternidades».
Durante este período se relacionó con los más destacados escritores y artistas del Siglo de Oro. El carácter afable de Paravicino fue capaz de conciliar una relación de amistad con talantes tan diferentes como los poetas Luis de Góngora y Argote, Francisco de Quevedo y Lope de Vega, pero también con El Greco, como ya hemos comentado, con el dramaturgo y poeta Salas Barbadillo, el poeta Anastasio Pantaleón de Ribera, el poeta y crítico Bartolomé Leonardo de Argensola, el poeta, pintor y crítico literario Juan de Jáuregui, el humanista y cronista real Pedro de Valencia y el historiador y filólogo aragonés Pellicer de Tovar.
En 1617 el rey Felipe III lo nombra Predicador Real, cargo que mantuvo con el nuevo rey Felipe IV. Tras la muerte de Felipe III pronunció un famoso sermón panegírico que fue el comienzo de su más conocida enemistad, la que mantuvo hasta su muerte con el dramaturgo Pedro Calderón de la Barca. 
En la Orden Trinitaria fue Visitador de la Provincia de Andalucía, en dos ocasiones Ministro Provincial de Castilla, 1618-1621 y 1627-1630. Con 53 años sufrió una enfermedad hipocondriaca que se complicó con la falta de sueño y dificultades para la respiración, y que finalmente le llevó a la muerte el 12 de diciembre de 1633. Cuando el rey se enteró de su enfermedad mandó un mensajero para ofrecer a Paravicino los mejores médicos de su cámara y mandó celebrar misas ofreciendo la promesa de dar a fr. Hortensio las más altas dignidades eclesiásticas si Dios lo sanaba.
A su muerte recibió no pocos elogios de sus amigos. Lope de Vega le dedicó estos versos: «Aquel nuevo africano,/ Crisóstomo español con labios de oro./ Que nunca ingenio humano /del intelectual celeste coro / tanta parte alcanzó, pues parecía / éxtasis de su misma jerarquía». Y por su parte, Quevedo escribió: «El que vivo enseñó, difunto mueve,/ y el silencio predica en él difunto:/ en este polvo mira y llora junto/ la vista cuanto al púlpito le debe».

## Obra poética y oratoria
Compuso un centenar de sermones. De ellos se conserva la colección reunida en seis volúmenes por el trinitario fr. Alonso Cano Nieto en 1766 Oraciones evangélicas o discursos panegíricos y morales. La mayor parte son piezas cuaresmales, pero también hay oraciones fúnebres y sermones de santos. Destacan los de San Francisco Javier, el del Niño perdido, el de La soledad de la Virgen, el de Santa Isabel de Portugal, el de Santa Teresa, etc. Entre las oraciones fúnebres, la ya mencionada por los reyes Felipe III y Margarita de Austria y la de Fray Simón de Rojas.
Su producción poética se publicó en Obras posthumas, divinas y humanas (1641), donde se incluye además una pieza teatral, Gridonia o Cielo de Amor vengado, y una loa. La posteridad, ya en su misma época, se ensañó contra la oscuridad de su estilo oratorio, sobre todo los ilustrados y neoclásicos del siglo XVIII, quienes rechazaron su oratoria alambicada, llena de alusiones, elusiones, hipérbatos y antítesis, porque se constituyó en modelo de toda la oratoria sagrada posterior y privó a la predicación de parte de su eficacia al distanciar su mensaje de la gente más inculta y humilde, que no comprendía lo encerrado y cubierto por tan difíciles excesos formales.